# Jens Ergon
Jens Ergon, född i Stockholm den 1 oktober 1970, är en svensk vetenskapsjournalist, författare och aktivist.
Jens Ergon är från början fysiker, med civilingenjörsexamen i teknisk fysik (1989-1994) och licentiatexamen i teoretisk fysik (1995-1996) på KTH i Stockholm. Jens Ergon har också studerat journalistik på JMK i Stockholm (1994-1995) och filmproduktion på Stockholms filmskola (1998-1999).
Sedan 1997 har Jens Ergon varit verksam som journalist, bland annat på SVT, SR och tidningen Forskning & Framsteg. Mellan 2008 och 2019 arbetade Jens Ergon på SVT:s vetenskaps- och dokumentärredaktion, och har bland annat gjort många reportage och dokumentärer om klimatkrisen och möjligheterna för en grön omställning. Jens Ergons senaste dokumentär, Fossilbranschens sista strid, visades av SVT första gången 2017. År 2019-2020 var Jens Ergon klimatredaktör på tidningen Dagens ETC.
Jens Ergons senaste bok, Omställningen – 10 år som kommer att förändra världen, gavs ut av Leopard förlag 2016. Jens Ergon har också varit delförfattare och redaktör för ett flertal antologier.
Jens Ergon var en av medgrundarna till den svenska delen av Attac-rörelsen. Under början av 2000-talet var Jens Ergon aktiv inom Attac och den globala rättviserörelsen.
Jens Ergon är också en av medgrundarna till den socialdemokratiska partiföreningen Reformisterna, som lanserades i februari 2019.
Jens Ergon är bosatt i Stockholm.

## Böcker och dokumentärfilmer
- Ergon, Jens, red (2001) En annan värld är möjlig, Stockholm, Manifest förlag. Libris länk. ISBN 9189291123.
- Ergon, Jens, red (2003) Rörelsernas tid, Stockholm, Bokförlaget Atlas. Libris länk. ISBN 9173891169.
- Brink, Josefin; Ergon, Jens; Gustavsson, Peter; Werne, Kent (2009) Sälj hela skiten!, Stockholm, Ordfront. Libris länk. ISBN 9789170373053.
- Ergon, Jens (2016) Omställningen – 10 år som kommer att förändra världen, Stockholm, Leopard förlag. Libris länk. ISBN 9789173436847.
- Ergon, Jens (2017) Fossilbranschens sista strid, Dokument utifrån, SVT. Libris länk